# Республиканский музей Боевой Славы
Республиканский музей Боевой Славы  — государственное бюджетное учреждение культуры. Создано в соответствии с распоряжением Кабинета Министров Республики Башкортостан от 27 мая 1999 года № 508-Р «О мерах по созданию Республиканского музея Боевой Славы».

## История
Республиканский музей Боевой Славы построен в честь 55-й годовщины Победы в Великой Отечественной войне 1941—1945 годов по Указу Президента Республики Башкортостан и решению Республиканского Совета ветеранов войны, труда, вооруженных сил и правоохранительных органов. Проект выполнен фирмой «Архпроект». Автор проекта Д. А. Винкельман при участии архитекторов П. А. Винкельмана, Л. Н. Варыпаевой,О. В. Маткиной, М. Г. Пронина; главный инженер проекта О. А. Горячев.
Форма здания напоминает противотанковый надолб или военный корабль. Материалы: красный и чёрный гранит России и Украины, темно-бронзовое стекло и нержавеющая сталь. Здание было спроектировано и построено за 9 месяцев и открыто 8 мая 2000 года. Генеральным подрядчиком выступил трест № 21 города Уфы. В строительстве приняли участие более десяти организаций и фирм. Отделку здания темно-красным гранитом производило Объединение «Уральский камень». В благоустройстве приняли активное участие учащиеся технического училища № 70 и экономического колледжа г. Уфы.
Работа по созданию научной концепции и оформлению тематической экспозиции велась под руководством В. Н. Макаровой; художники-оформители: А. А. Милентьев и А. С. Фадеев.

## Описание
Музей Боевой Славы является одним из центров патриотического воспитания подрастающего поколения в Республике Башкортостан. Музей открыт 8 мая 2000 г. как часть уфимского мемориального комплекса Победы в Великой Отечественной войне 1941—1945 годов.
Основное место в военно-исторической экспозиции музея занимают диорамы:
- «Проводы на фронт»,
- «На страже Московского неба»,
- «Бой у деревни Паньшино»,
- «Стена Рейхстага»,
- «Воины-интернационалисты Башкортостана».

## Филиалы
Музей 112-й (16-й гвардейской) Башкирской кавалерийской дивизии (Республика Башкортостан, г. Уфа, ул. Левитана, 27)

## Коллекция
Общий фонд музея включает более 14 500 единиц хранения. В их число входят коллекции холодного оружия, личные вещи участников Великой Отечественной войны 1941—1945 гг., боевые награды, трофеи, фронтовые дневники и письма и много другое.
Музей располагает:
- 1225 м² экспозиционно-выставочной площади;
- 20 м² площади отведено под хранение фондовых коллекций.